# Turchia ai Giochi della XVIII Olimpiade
La Turchia partecipò ai Giochi della XVIII Olimpiade, svoltisi a Tokyo dal 10 al 24 ottobre 1964, con una delegazione di 23 atleti impegnati in quattro discipline: atletica leggera, lotta, sollevamento pesi e vela. Portabandiera alla cerimonia di apertura fu Çetin Şahiner, alla sua seconda Olimpiade, che gareggiò nei 110 metri ostacoli.
Il bottino della squadra, alla sua decima partecipazione ai Giochi estivi, fu di due medaglie d'oro, tre d'argento e una di bronzo, tutte conquistate nella lotta.

## Medagliere

### Per discipline
| Sport              | Oro | Argento | Bronzo | Totale |
| ------------------ | --- | ------- | ------ | ------ |
| Lotta libera       | 1   | 3       | 1      | 5      |
| Lotta greco-romana | 1   | 0       | 0      | 1      |
| Totale             | 2   | 3       | 1      | 6      |

### Medaglie
| Medaglia | Atleta        | Sport              | Evento             |
| -------- | ------------- | ------------------ | ------------------ |
| Oro      | Kazım Ayvaz   | Lotta greco-romana | Pesi leggeri       |
| Oro      | İsmail Oğan   | Lotta libera       | Pesi welter        |
| Argento  | Hüseyin Akbaş | Lotta libera       | Pesi gallo         |
| Argento  | Hasan Güngör  | Lotta libera       | Pesi medi          |
| Argento  | Ahmet Ayık    | Lotta libera       | Pesi medio-massimi |
| Bronzo   | Hamit Kaplan  | Lotta libera       | Pesi massimi       |